# Strateška geografija
Strateška geografija je zaokupljena kontrolom ili pristupom prostornim područjima koji imaju utjecaj na sigurnost i blagostanje nacija. Ovo područje podskup je antropogeografije, koja je samo podskup općenitije znanosti geografije. Povezana je s geostrategijom.